# Euchone cochranae
Euchone cochranae är en ringmaskart som beskrevs av Fitzhugh 2002. Euchone cochranae ingår i släktet Euchone och familjen Sabellidae. Inga underarter finns listade i Catalogue of Life.